# Polignac (Kartenspiel)
Polignac ist ein traditionelles französisches Stichkartenspiel. Die Hauptkarten sind dabei die Buben.

## Geschichte
Polignac erschien 1830 zum Sturz der französischen Restauration. Es hat seinen Namen vom letzten Premierminister Karl X., Graf Jules de Polignac, der damals Gegenstand öffentlicher Verachtung war, weswegen die schlechteste Karte des Spiels, der Pikbube Polignac genannt wird.
Damit fand in der französischen Kartenspiel ein Wandel statt. Bis dahin war der Kreuzbube stets der wertvollste Bube eines jeden Kartenspiels und erhielt deswegen die Sonderbezeichnung Mistigri. Jetzt gab es einen anderen Buben mit Sonderrolle, zudem mit einer speziell negativen.

## Regeln
Polignac wird von drei bis acht Personen mit einem Deck von 32 Karten gespielt. Die zwei roten Siebener werden entfernt, wenn mit drei, fünf oder sechs Spielern gespielt wird, und die vier Siebener wenn mit sieben Spielern gespielt wird.

### Grundregeln
Das Austeilen erfolgt gegen den Uhrzeigersinn mit zwei Karten, dann mit einer zum Abschluss, wenn die Gesamtzahl pro Spieler ungerade ist. Alle Karten, abhängig von der Anzahl der Spieler, werden ausgeteilt.
Der Spieler rechts vom Kartengeber beginnt (also Gegenuhrzeigersinn). Wer einen Stich macht, spielt zum nächsten aus.
Die Hierarchie der Karten ist in absteigender Reihenfolge: König, Dame, Bube, Ass, 10, 9, 8, 7.
Es muss vermieden werden Buben in seinen Stichen einzukassieren, insbesondere nicht den Pikbuben, den Polignac. Hatte man dieses Pech, so lässt man den oder die Buben offen vor sich liegen und spielt zum nächsten Stich aus. Es besteht Farbzwang.
Das Spiel endet, sobald ein Spieler die zu Beginn vereinbarte Punktzahl an Strafpunkten erreicht hat, die in der Regel 20 Punkte beträgt, aber bis zu 50 Punkte betragen kann. Dies ist Vereinbarungssache. Der Verlierer ist der Spieler, der zuerst diese Punktzahl erreicht hat. Alle anderen Spieler sind die Gewinner. Ein einkassierter Bube kostet einen Strafpunkt, der Pikbube zwei Strafpunkte.

### Extraregeln
Kann ein Spieler alle Stiche bekommen, so gelingt ihm damit ein Schlemm. In diesem Fall erhalten alle anderen fünf Strafpunkte.
Erreichen oder überschreiten beim Schlemm mehrere Spieler die zu Beginn vereinbarte Punktzahl, so ist es der derjenige, der die höchste Punktzahl hat, derjenige der allein das Spiel verliert. Im gleichen Fall, wenn mehrere Spieler die höchste Punktzahl haben, werden sie alle zu Verlierern erklärt.